# Rydal
Rydal is een plaats in de gemeente Mark in het landschap Västergötland en de provincie Västra Götalands län in Zweden. De plaats heeft 405 inwoners (2005) en een oppervlakte van 55 hectare.